# Mesogligorgia scotiae
Mesogligorgia scotiae is een zachte koraalsoort uit de familie Plexauridae. De koraalsoort komt uit het geslacht Mesogligorgia. Mesogligorgia scotiae werd in 2007 voor het eerst wetenschappelijk beschreven door Lopez-Gonzalez. 